# Pierre Puvis de Chavannes

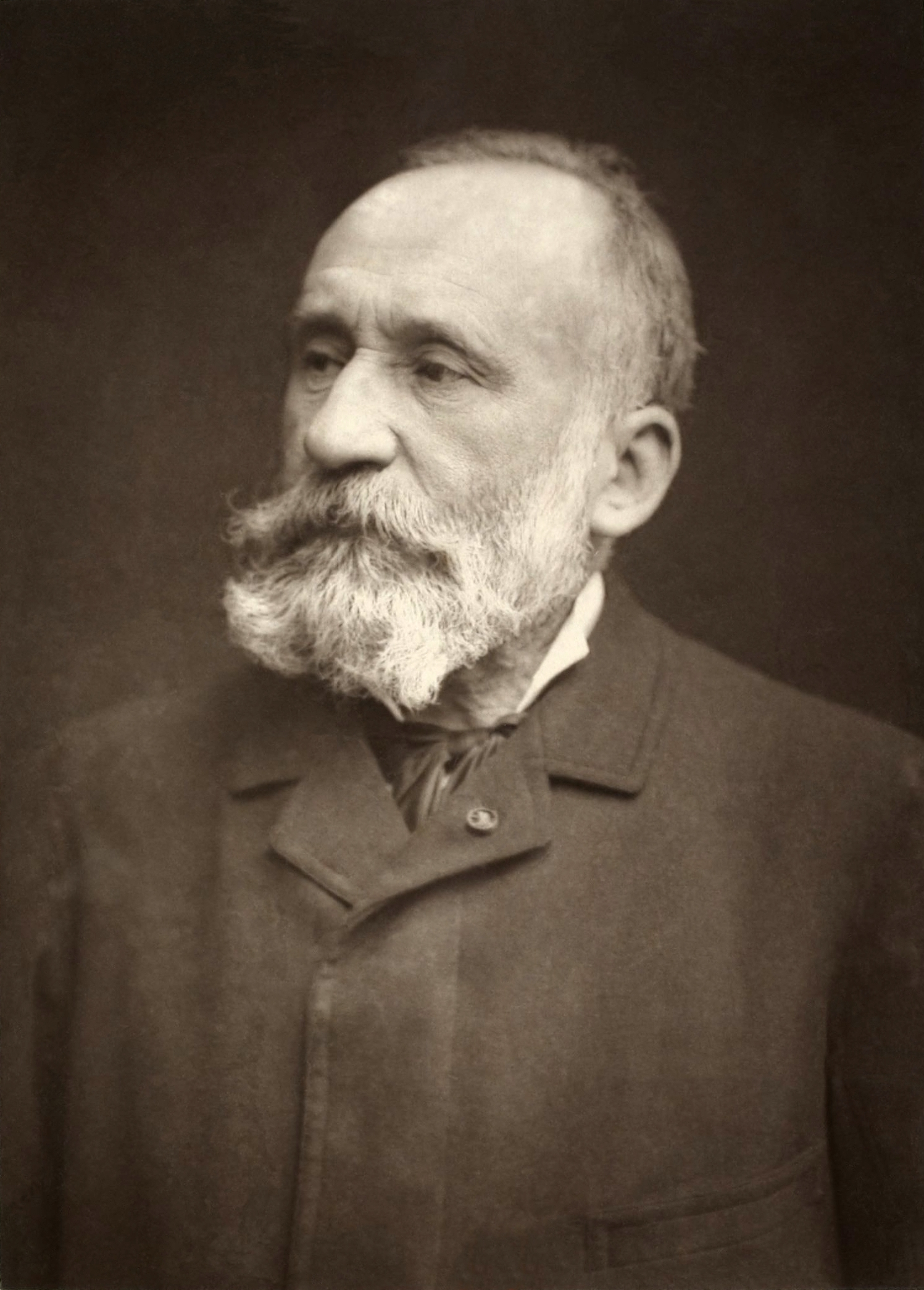
Pierre Puvis de Chavannes

Pierre Cécile Puvis de Chavannes (* 14. Dezember 1824 in Lyon/Rhône; † 24. Oktober 1898 in Paris) war ein französischer Maler. Sein Werk wird heute ganz allgemein dem Symbolismus zugeordnet, was jedoch angesichts der Gründung dieser Kunstströmung durch eine deutlich jüngere Generation fragwürdig erscheinen muss. Er ist Autor zahlreicher Staffeleigemälde und zugleich Schöpfer umfassender Wandmalereien für öffentliche Gebäude.

## Leben
Pierre Puvis de Chavannes entstammte einer dem Großbürgertum angehörenden Familie und genoss eine solide klassische Ausbildung, bevor er – von der Malerei angezogen – eine erste Reise nach Italien unternahm und in Paris ein Jahr lang das Atelier von Henry Scheffer besuchte. Seine wahre Berufung entdeckte er erst anlässlich seiner zweiten, in Begleitung von Louis Bauderon de Vermeron (1809–1870) unternommenen Italienreise. Diesem verdankte er die Begegnung mit Eugène Delacroix, der ihn kurz vor der Schließung seines Ateliers einige Wochen als Schüler aufnahm. Danach studierte er mehrere Monate bei Thomas Couture.
Im Jahr 1852 richtete er sich ein eigenes Atelier an der Place Pigalle ein, das er zeit seines Lebens benutzte. Er arbeitete dort, nach dem Modell, im Kreis seiner Freunde, zu denen er die Maler Alexandre Bida (1813–1895) und Louis-Gustave Ricard (1823–1873) sowie den Graveur Victor Florence Pollet (1811–1882) zählte. Eines seiner Modelle war Emma Dobigny. Von 1887 bis 1889 studierte Eugen Napoleon von Schweden bei ihm.
Die Jury des Pariser Salons wies den hartnäckigen Maler acht Jahre lang ab, bevor ihm schließlich im Jahr 1861 mit der Concordia und dem Bellum, letztlich aber 1881 mit seinem Werk Le pauvre pêcheur der Durchbruch gelang. Jedoch wurde Pierre Puvis de Chavanne erst 1887 durch den Erwerb dieses Werkes durch die französische Regierung für das Museum de Luxembourg (heute ausgestellt im Pariser Musée d’Orsay) bekannt.
Nicht eindeutig bewiesen ist die Puvis de Chavannes nachgesagte intime Beziehung zu seinem Modell, der späteren Malerin Suzanne Valadon.
Tief betroffen von dem zwei Monate zuvor erfolgten Tod seiner langjährigen Freundin und Muse Marie Cantacuzène, die er 1856 kennengelernt, aber erst 1897 geheiratet hatte, starb Pierre Puvis de Chavannes im Jahr 1898 im Alter von 73 Jahren. Er ruht auf dem alten Friedhof von Neuilly-sur-Seine.

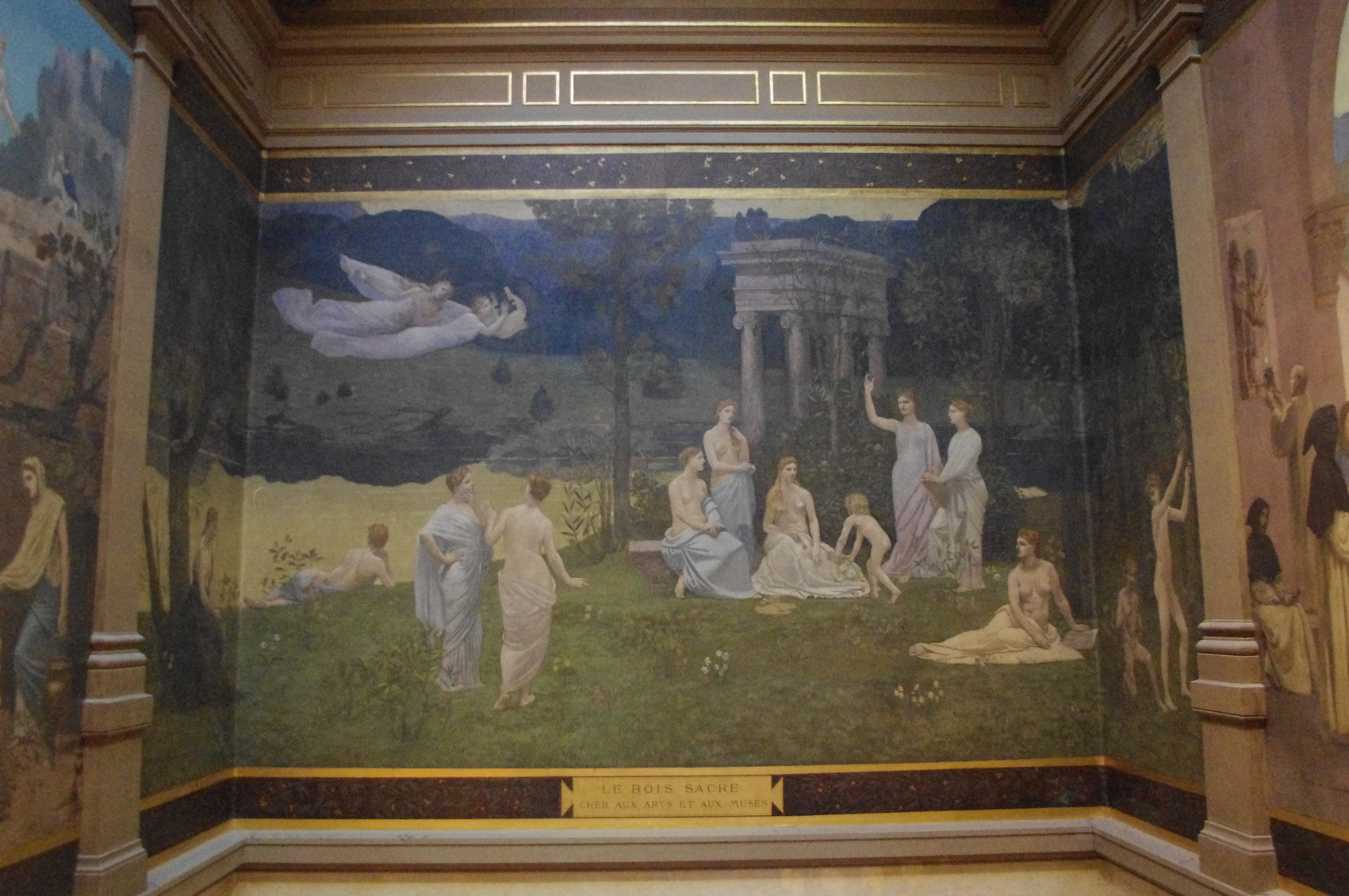
Pierre Puvis de Chavannes: Le Bois Sacré cher aux Arts et aux Muses, eines von vier Wandgemälden des Zyklus’ im Treppenhaus des Musée des Beaux-Arts von Lyon, Öl auf Leinwand, 460 × 1040 cm, 1884.

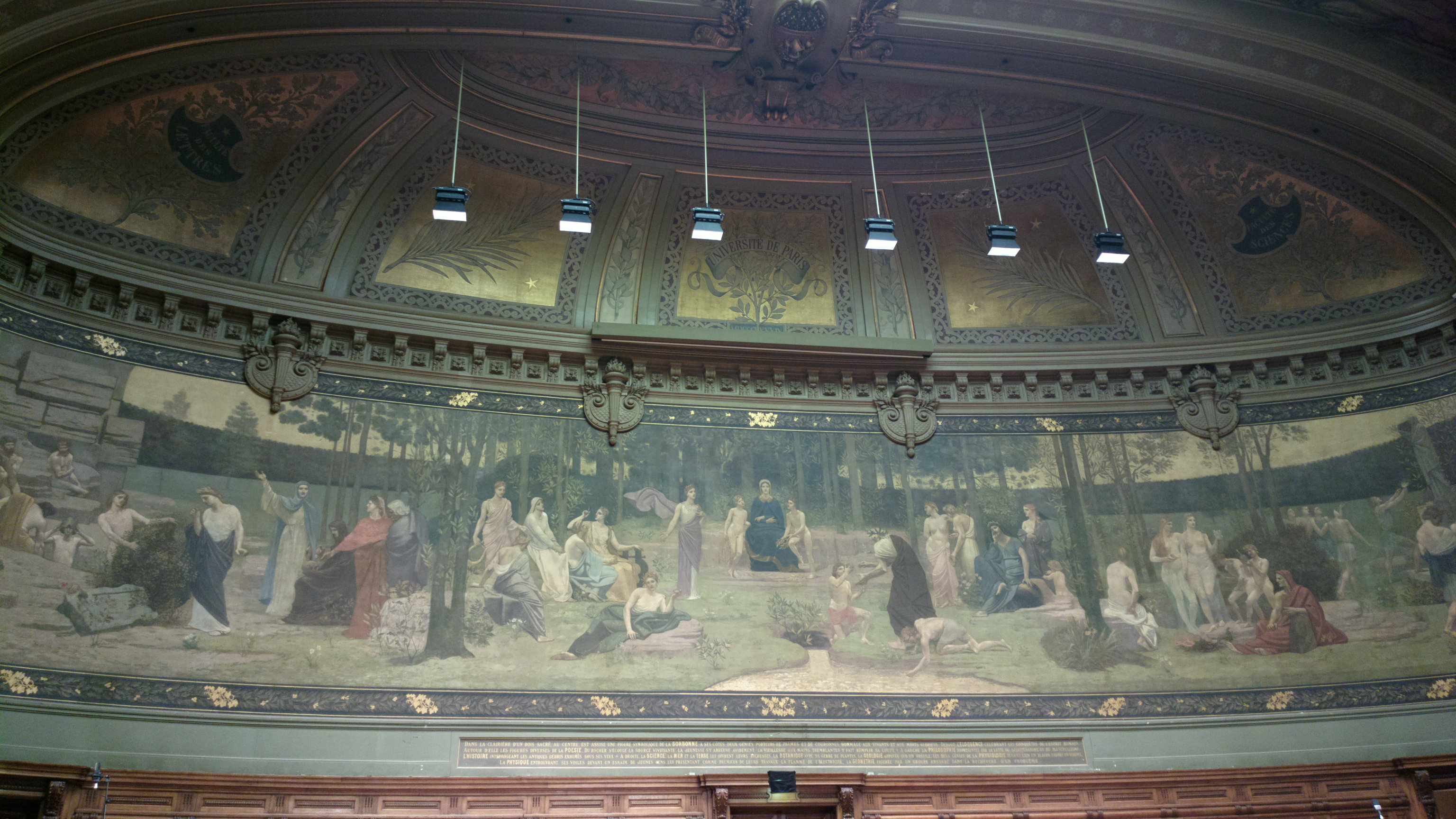
Pierre Puvis de Chavannes: La Sorbonne, Wanddekoration des Grand amphithéâtre der Faculté des Lettres et Sciences Humaines der Sorbonne-Universität, Öl auf Leinwand, 570 × 2600 cm, 1887–89.

## Werk
Puvis de Chavannes’ Werk war zeitlebens umstritten. Zu Beginn seiner Karriere spaltete sich die zeitgenössische Kunstkritik in eine ablehnende und eine befürwortende Partei. Mit dem Aufkommen des Symbolismus vereinigten sich diese beiden Lager, ohne aber ein eindeutigeres Bild von der Kunst des Malers zu gewinnen. Die Forschung zu Puvis de Chavannes steht noch immer in der Nachfolge dieses kunstkritischen Erbes.
Beachtung fanden seine Wandmalereien, von denen einige in den Rathäusern von Paris und Poitiers, dem Auditorium Maximum der Sorbonne-Universität und dem Pariser Panthéon sowie in den USA an der Boston Public Library zu sehen sind. Seine Gemälde sind in vielen europäischen und amerikanischen Galerien zu finden.

## Auszeichnungen
- 1867: Ritter der Ehrenlegion
- 1877: Offizier der Ehrenlegion
- 1880 (oder 1889): Kommandeur der Ehrenlegion
- 1897: Mitglied der American Academy of Arts and Sciences

## Literatur

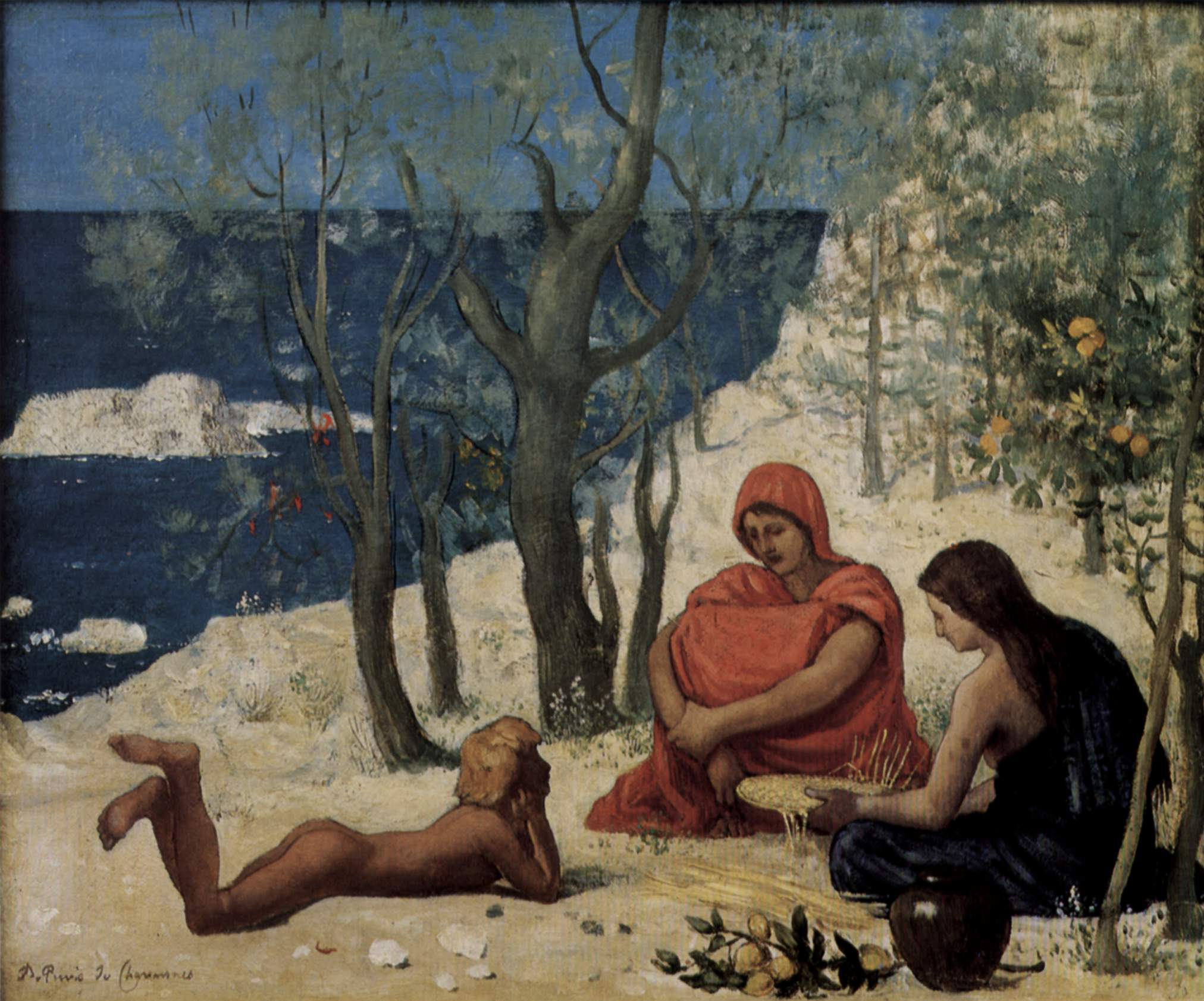
Pierre Puvis de Chavannes:
Der weiße Felsen

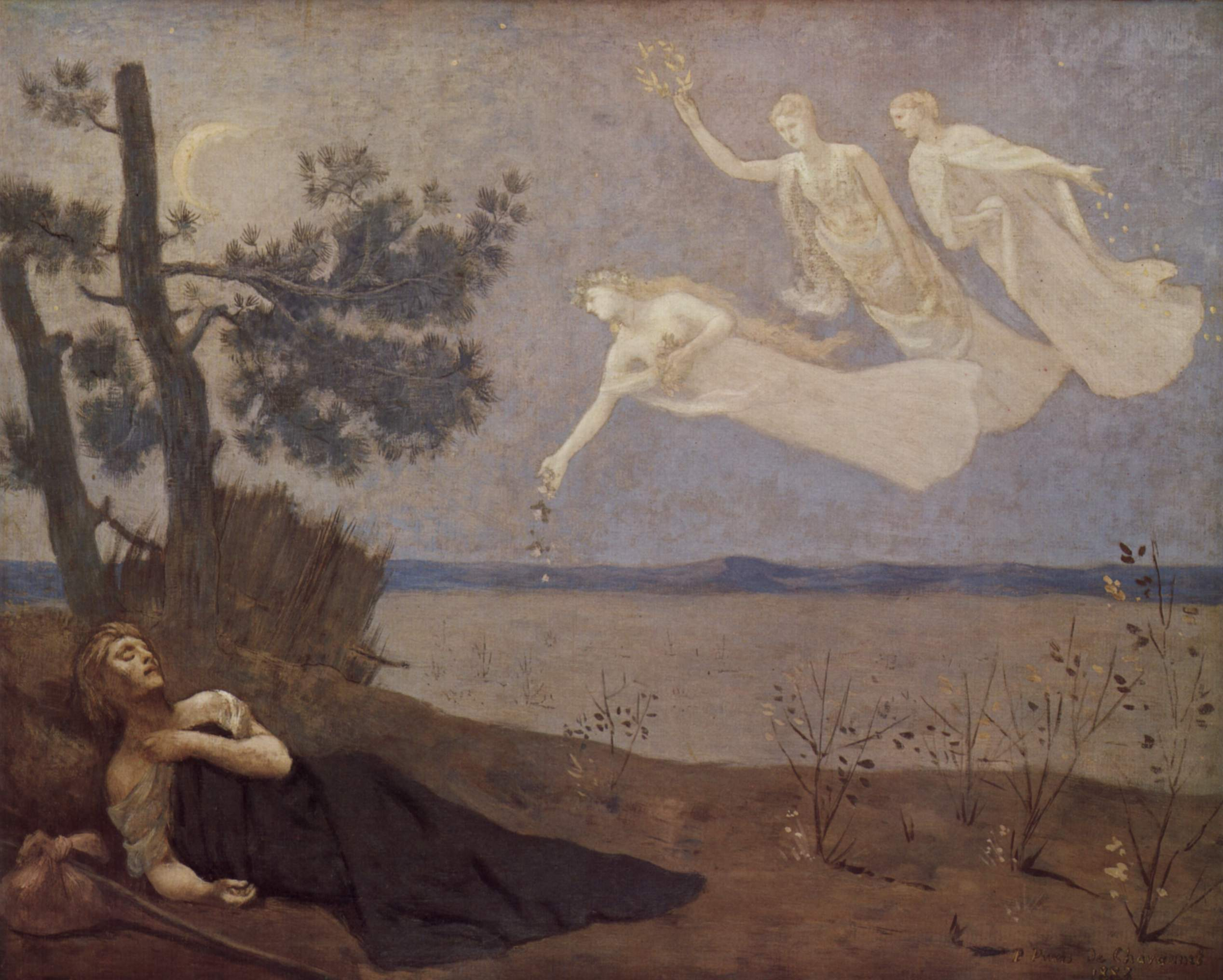
Pierre Puvis de Chavannes:
Der Traum, 1883

## Prix Puvis de Chavannes
Dieser 1926 gestiftete Preis wird von der Nationalen Gesellschaft für Bildende Künste (Société Nationale des Beaux-Arts) vergeben. Zu den bisherigen Preisträgern gehören u. a. Wilhelm van Hasselt (1941), Tristan Klingsor (1952), Maurice Boitel (1963), Pierre-Henry (1968), Louis Vuillermoz (1969), Daniel du Janerand (1970) und André Hambourg (1987).